# 巨顎叉角鍬形蟲
巨顎叉角鍬形蟲（學名：Hexarthrius mandibularis），屬於鞘翅目的鍬形蟲科。公蟲體長48—118（1.9—4.6英寸），母蟲則為41—52（1.6—2.0英寸），是第二長的鍬形蟲，僅次於長頸鹿鋸鍬形蟲，也是世界上最大的鍬形蟲之一。

## 亞種
東南亞原生種:
- Hexarthrius mandibularis mandibularis Deyrolle, 1881[6]

分布於婆羅洲島全島高海拔山區，多數個體會呈現紅色的色澤，體長最大為115（4.5英寸）。
- Hexarthrius mandibularis sumatranus Mizunuma, 1994[7]

分布於印度尼西亞蘇門答臘全島高海拔山區，體長最大為118.5（4.67英寸）。

## 外部連結
- Close up image of mandibles （页面存档备份，存于）
- Image （页面存档备份，存于）